# Cantone di Annonay-1
Il Cantone di Annonay-1 è un cantone francese dell'arrondissement di Tournon-sur-Rhône.
È stato costituito a seguito della riforma approvata con decreto del 13 febbraio 2014, che ha avuto attuazione dopo le elezioni dipartimentali del 2015, ridefinendo il soppresso cantone di Annonay-Nord e aggregandovi il comune di Savas.

## Composizione
Comprende parte della città di Annonay e i comuni di:
- Boulieu-lès-Annonay
- Davézieux
- Saint-Clair
- Saint-Cyr
- Saint-Marcel-lès-Annonay
- Savas